# King (Carolina del Nord)
King és una població dels Estats Units a l'estat de Carolina del Nord. Segons el cens del 2000 tenia 5.952 habitants.

## Demografia
Segons el cens del 2000, King tenia 5.952 habitants, 2.303 habitatges i 1.697 famílies. La densitat de població era de 441,1 habitants per km².
Dels 2.303 habitatges en un 36% hi vivien nens de menys de 18 anys, en un 61,8% hi vivien parelles casades, en un 9% dones solteres, i en un 26,3% no eren unitats familiars. En el 24% dels habitatges hi vivien persones soles l'11,2% de les quals corresponia a persones de 65 anys o més que vivien soles. El nombre mitjà de persones vivint en cada habitatge era de 2,48 i el nombre mitjà de persones que vivien en cada família era de 2,93.
Per edats la població es repartia de la següent manera: un 24,5% tenia menys de 18 anys, un 5,4% entre 18 i 24, un 32,4% entre 25 i 44, un 23,4% de 45 a 60 i un 14,2% 65 anys o més.
L'edat mediana era de 38 anys. Per cada 100 dones de 18 o més anys hi havia 82,8 homes.
La renda mediana per habitatge era de 48.897 $ i la renda mediana per família de 55.767 $. Els homes tenien una renda mediana de 38.443 $ mentre que les dones 27.992 $. La renda per capita de la població era de 22.257 $. Entorn del 0,8% de les famílies i el 4% de la població estaven per davall del llindar de pobresa.

## Poblacions més properes
El següent diagrama mostra les poblacions més properes.